# Остров Диомида
Диомида — бывший остров, в настоящее время — банка Диомида, мелководье в южной части Новосибирских островов, южнее острова Большой Ляховский (Ляховских островов), в проливе Дмитрия Лаптева. Остров превратился в подводную банку в результате вытаивания льда с породами земли, из которого он первоначально состоял.
Впервые остров Диомида был открыт Северной гидрографической экспедицией в 1739 году. Последний раз остров был зафиксирован в 1761 году, и уже в 1811 году обнаружен не был.
Исследования на ледоколе Литке в 1934 году выявили вместо острова мелководную банку с вершиной (в западной её части) на глубине в 7,3 м. К 1966 году эта глубина практически не изменилась, составив 6,6 м (с поправкой на сезонные колебания — в среднем 7,1 м), а к 2005 году увеличилась до 7,7 м (без приведения к среднему уровню).
Банка Диомида представляет собой эллипс, вытянутый с запада на восток, общей площадью 8,3 км² по изобате 11 м, длиной 6,8 м и шириной 2 км. Имеет две вытянутые в том же направлении возвышенности: западная, с наименьшей глубиной 7,7 м и площадью 0,11 км² по изобате 8 м, и восточная, с глубиной вершины в 9,2 м и площадью 0,14 км² (2005 год).